# Зворотна вода

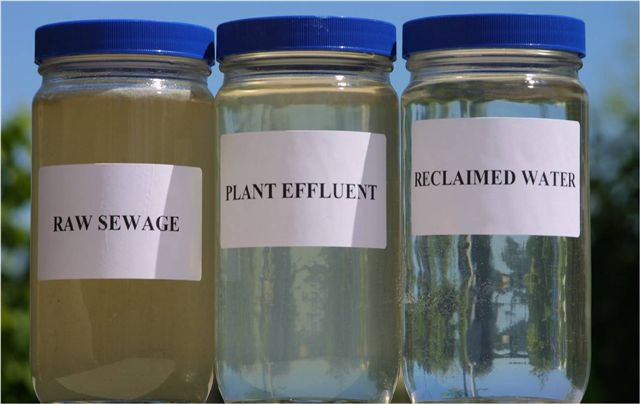
Процес очищення води: каналізаційні стоки, вихід очисних споруд, і повністю очищена вода (після кількох ступенів очистки)

Зворотна вода (англ. reclaimed water, recycled water) — вода, що повертається за допомогою технічних споруд і засобів з господарської ланки кругообігу води в його природні ланки.
Основні види зворотних вод є:
- стічні: господарсько-побутові, промислові (включаючи виробничі, теплообмінні, шахтні, кар'єрні та ін.), виробничопобутові (в населених пунктах — міські), з рибогосподарських ставків, від тваринництва;
- дренажні води;
- скидні води.

Для зворотних вод визначається її токсичність — властивість викликати патологічні зміни або загибель організмів, що зумовлено присутністю у ній токсичних речовин. Токсичність води встановлюється методом біотестування. У залежності від її величини визначається гранично допустимий скид — показник максимальної маси речовини у зворотних водах, що повертається у поверхневі та морські води.